# El Sabinal, Michoacán de Ocampo
El Sabinal är en ort i Mexiko.   Den ligger i kommunen Tuxpan och delstaten Michoacán de Ocampo, i den södra delen av landet, 140 km väster om huvudstaden Mexico City. El Sabinal ligger 1 698 meter över havet och antalet invånare är 215.
Terrängen runt El Sabinal är huvudsakligen kuperad, men åt nordväst är den bergig. El Sabinal ligger nere i en dal. Runt El Sabinal är det ganska tätbefolkat, med 139 invånare per kvadratkilometer. Närmaste större samhälle är Heróica Zitácuaro, 18,0 km sydost om El Sabinal. I omgivningarna runt El Sabinal växer huvudsakligen savannskog.